# Зденек Земан
Зденек Земан (італ. Zdeněk Zeman, нар. 12 травня 1947, Прага) — чехословацький та італійський футбольний тренер, який працював з більш ніж 20 професійними футбольними командами, здебільшого італійськими.
З 2021 року очолює тренерський штаб команди «Фоджа».

## Кар'єра тренера

### Початок кар'єри
Народився 12 травня 1947 року у Празі в родині лікаря. Зацікавився футболом під впливом дядька по материнській лінії Честмира Вицпалека, досить успішного футболіста, який у повоєнний час захищав кольори італійських клубів, після чого залишився в Італії, розпочавши тренерську кар'єру.
1968 року Зденек Земан відвідував дядька, який на той час працював з однією з команд клубу «Палермо», на його запрошення. Саме на Сицилії Земана застала звістка про введення до Чехословаччини радянських військ, і він вирішив не повертатися на батьківщину і за сприяння дядька залишився в Італії.
Вже з 1969 року, спираючись на дядькову підтримку, Зденек почав працювати тренером в аматорських командах з околиць Палермо — «Чинізі», «Бачигалупо», «Карині», «Мізільмері» та «Езакальца». 1974 року отримав пропозицію стати тренером молодіжної команди «Палермо», з якою й пропрацював наступні десять років. Паралельно з роботою з молодими футболістами він активн навчався і 1975 року отримав диплом спеціаліста зі спортивної медицини, а 1979 — ліцензію на здійснення тренерської діяльності у професійному футболі.
Першою професійною командою у кар'єрі Зденека Земана стала 1983 року сицилійська ж «Ліката», яка змагалася у четвертому за силою дивізіоні Серія C2. За два роки, в сезоні 1984/85 очолювана молодим тренером команда стала переможцем турніру у своїй зоні і підвищилася у класі.
1986 року очолив третьолігову «Фоджу», в якій, утім був звільнений ще до завершення сезону. А вже 1987 дебютував у матчах другої за силою Серії B як тренер «Парми», команду якої очолював, утім, лише протягом 7 матчів. 1988 року повернувся на Сицилію, де очолив «Мессіну» (також з другого італійського дивізіону).

### Чудова «Фоджа» (1989—1994)
1989 року президент «Фоджі» Паскуалє Казілло, який декількома роками раніше звільнив Земана з посади головного тренера свого клубу, знову запрошує спеціаліста до себе. Це рішення стає відправною точкою для появи феномену Чудова «Фоджа» (італ. Foggia dei miracoli). Команда лише назадовго до повернення Земана пробилася до Серії B і складалася здебільшого з молодих маловідомих гравців. Тренер зробив ставку на існуючих гравців і за два роки, за результатами сезону 1990/91, вивів команду до елітної Серії A з першого місця у другому дивізіоні.
У найвищому дивізіоні італійського футболу новачки не загубилися, а тріо атакувальних гравців «Фоджі» Франческо Баяно, Джузеппе Сіньйорі і Роберто Рамбауді швидко стали справжнім жахом для оборони будь-якої з італійських команд. Протягом роботи Земана у «Фоджі» команда здебільшого посилювалася за рахунок маловідомих на той час гравців італійських команд, а також недорогих легіонерів зі східноєвропейських країн, які «робили собі ім'я» вже під керівництвом чеха, — так «Фоджу» поповнили аргентинець Хосе Шамот з «Пізи», 21-річний Луїджі Ді Б'яджо з «Монци», майбутня легенда румунського футболу Дан Петреску, а також молоді росіяни Ігор Коливанов та Ігор Шалімов.
Проте на початку 1990-х футбольна Італія відкривала не лише гравців «Фоджі», але й її головного тренера. Команда Земана неочікувано відразу ж після потрапляння до Серії A стала стабільним середняком елітного дивізіону, отримавши прізвисько Чудова «Фоджа», а її гра спричинила появу терміну «Земаніана». Цей термін почав використовуватися для позначення відкритого, у чомусь авантюрного футболу, який сповідувала «Фоджа» початку 1990-х і який був неочікуваним у традиційно прагматичному оборонному італійському футболі, тим більше від новачка елітного дивізіону, від якого слід було очікувати максимально обережної гри в матчах проти апріорі більш іменитих суперників. Ще більш неочікуваним було те, що така тактика приносила результати — команда багато пропускала, але й багато забивала. У своєму першому сезоні в Серії A 1991/92 «Фоджа» посіла дуже високе, як для себе, дев'яте місце (серед 18 команд), при цьому пропустивши й забивші по 58 голів — більше того сезону забили лише чемпіони, «Мілан», а більше пропустив лише «Асколі», який фінішував на останньому місці.
Для впровадженого ним у «Фоджі» відкритого футболу Земан зупинився на тактичній схемі 4-3-3, яка з кінця 1970-х командами високого рівня майже не використовувалася, і відтоді стала невід'ємною основою тактики команд Земана.

### Робота в Римі (1994—1999)
Після повторно завойованого «Фоджею» дев'ятого місця у чемпіонаті Італії в сезоні 1993/94 інтерес до Земана почали проявляти провідні європейські клуби, включаючи «Реал Мадрид», проте він вирішив залишитися в Італії, прийнявши 1994 року пропозицію римського «Лаціо», керівництво якого ставило перед своєю командою амбіційне завдання втрутитися в гегемонію «Мілана» і «Ювентуса» в італійському футболі того періоду. За результатами свого першого сезону в римській команді чеський спеціаліст зумів з нею фінішувати другим і відтіснити «Мілан» на третє місце в Серії A, проте відставання від чемпіонів, «Юве», склало 10 очок. Примітно, що «Лаціо» і «Мілан» набрали однакову кількість очок, і «срібло» дісталося першому за рахунок кращої різниці голів, якої, у свою чергу, вдалося досягти завдяки проповідуваній Земаном атакувальній грі — римляни у 34 матчах турніру забили найбільше з усіх команд, 69 голів. При цьому найкращим бомбардиром команди в сезоні з 17 голами став Джузеппе Сіньйорі, становлення якого відбувалося ще у «Фоджі» під керівництвом того ж Земана.
Наступного сезону 1995/96 «Лаціо» поступився у турнірній боротьбі й «Мілану», й «Ювентусу», проте посів третє місце і закріпив за собою статус «третьої сили» в італійському футболі. При цьому за кількістю забитих голів команда Земана знову стала найкращою в лізі, на 6 голів випередивши чемпіонів і на 8 голів — віце-чемпіонів. Основною ударною силою «біло-блакитних» знову був Сіньйорі, якому активно допомагав П'єрлуїджі Казірагі. Проте основним «відкриттям» сезону став 19-річний центральний захисник Алессандро Неста, який при Земані став стабільним гравцем основного складу.
Сезон 1996/97 «Лаціо» розпочав порівняно невдало і вже на його екваторі керівництво клубу звільнило Земана, повернувши на його місце Діно Дзоффа.
Проте надовго залишати Рим Земану не довелося — він отримав пропозицію від іншого провідного столичного клубу, «Роми», на чолі команди якого й розпочав сезон 1997/98. Пропрацював з «вовками» два повних сезони, за результатами яких команда зайняла відповідно четверте і п'яте місце в Серії A, при цьому незмінно для команд Земана забиваючи найбільше від усіх команд ліги. Головний тренер, який сповідував філософію атакувального футболу, посприяв розкриттю голеадорського таланту молодого півзахисника Франческо Тотті, який протягом цих сезонів забив у чемпіонаті  відповідно 13 і 12 голів, хоча до того особливою націленістю на ворота суперника не відзначався.
П'яте місце в сезоні 1998/99 амбіційним керівництвом клубу було визнане провалом і влітку 1999 року Земана було звільнено, що ознаменувало в римському клубі початок ери Фабіо Капелло.

### 2000-ті

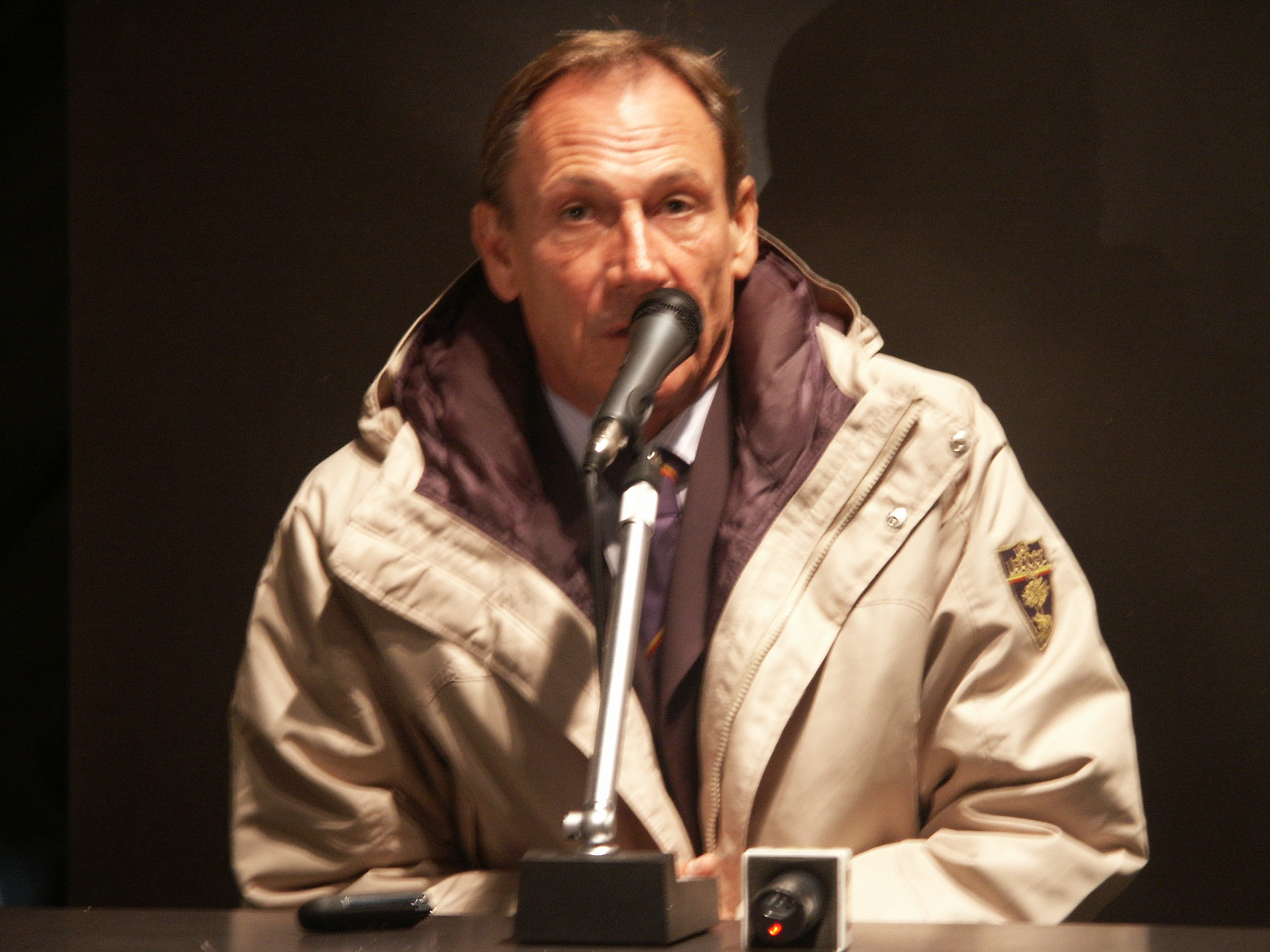
Зденек Земан на чолі «Лечче» 2006 року.

Того ж 1999 року став головним тренером турецького «Фенербахче», з яким пропрацював лише три місяці. Атакувальний футбол у турецькому футболі виявився неефективним — під керівництвом Земана стамбульський гранд зумів лише тричі здобути перемоги в 11 проведених матчах національних турнірів.
Старт у наступному клубі для Земана став ще менш вдалим — очолений ним на початку сезону 2000/01 «Наполі» не зміг здобути жодної перемоги у стартових 8 матчах і керівництво клубу спробувало виправити ситуацію звільненням головного тренера.
Невдалі виступи його останніх команд суттєво похитнули позиції Земана як одного з провідних тренерів італійського футболу. Розуміючи, що очікувати запрошень від провідних команд не доводиться, Земан 2001 року прийняв пропозицію попрацювати у клубі «Салернітана» із Серії B. У першому сезоні з новим тренером команда із Салерно посіла пристойне 6-е місце у чемпіонаті, проте наступний сезон почала невдало і, після 10 поразок у 16 матчах команди Земана було звільнено.
Сезон 2003/04 фахівець провів, тренуючи іншого представника італійського другого дивізіону, «Авелліно», який під його керівництвом фінішував на передостанньому місці турнірної таблиці, понизившись у класі до Серії C1.
В сезоні 2004/05 відбулося повернення Земана до елітного дивізіону італійського футболу — він отримав запрошення від керівництва середняка Серії A клубу «Лечче» очолити його команду. Одна з наймолодших за середнім віком виконавців команда ліги під керівництвом Земана нагадала його «Фоджу» початку 1990-х, шукаючи можливість здобути турнірні очки здебільшого біля воріт суперників. Молоді нападники «Лечче» югослав Мірко Вучинич і болгарин Валерій Божинов на двох 32 рази засмучували воротарів суперників, решта гравців допомогли довести лік забитих командою за сезон голів до 66 (більше вдалося забити лише чемпіонам «Ювентусу» — 67). Проте акцент на атаці призводив до проблем в обороні — за сезон «Лечче» пропустив найбільше з усіх команд ліги — 73 рази. Команда посіла одинадцяте місце у підсумковій турнірній таблиці, після чого керівництво «Лечче» не подовжило контракт головного тренера.
Утім, потренувавши протягом декількох місяців друголігову «Брешію», влітку 2006 фахівець отримав пропозицію повернутися до «Лечче», який за час його відсутності все ж вибув до Серії B. Команда непогано розпочала сезон, проте ближче до його середини видали серію невдалих матчів, і в грудні того ж 2006 року звільнила Земана.
Півтора року тренер лишався без роботи, аж доки влітку 2008 року не прийняв пропозицію очолити команду сербської «Црвени Звезди». Проте вже 7 вересня його було звільнено, до цього команда встигла провести у національній першості лише три гри (одна нічия і дві поразки).

### 2010-ті
Після тривалої перерви у тренерській діяльності Земан повернувся до футболу, очоливши влітку 2010 року свою першу «велику» команду «Фоджу», яка на той момент змагалася у третьому італійському дивізіоні. Виконати завдання підвищення у класі за результатами сезону у тренера не вийшло і в травні 2011 він вирішив залишити команду з Фоджі.
У свій другий прихід до «Фоджі» тренеру не вдалося нагадати футбольній Італії, що таке «Земаніана» — команда забила більше всіх суперників, проте турнірного завдання підвищення у класі не виконала. Утім, знову довести переваги атакуючого футболу Земану повною мірою вдалося вже зі своєю наступною командою — «Пескарою», яку він очолив у червні 2011 року. Команда змагалася у другому за силою італійському дивізіоні, і завданням тренера було її підвищення в класі до Серії A. Для забезпечення цього результату він зробив наголос на підсиленні атакувальної ланки — його тактична схема 4-3-3 вимагала наявності трьох сильних форвардів, тому на додачу до головного нападника «Пескари» попередніх сезонів Марко Сансовіні клуб орендував Чіро Іммобіле з «Ювентуса» та Лоренцо Інсіньє з «Наполі». Ці молоді нападники, що незабаром стануть регулярно залучатися до лав збірної Італії, ідеально підійшли під атакувальну схему гри Земана — Іммобіле з 28 голами став найкращим бомбардиром сезону у Серії B, гольовий внесок Інсіньє в результати команди склав 18 голів. Ще 16 м'ячів записав до свого активу Сансовіні, а загальна ж кількість голів, забитих «Пескарою» у 42 іграх сезону, склала 90 м'ячів (друга за цим показником «Реджина» забивала того сезону 63 рази). З турнірної точки зору «Пескара» не лише забезпечила собі право виступів у Серії A, але й, обійшовши за кращою різницею м'ячів «Торіно», стала переможцем другого дивізіону.
Утім завдання утриматися в елітному дивізіоні з «Пескарою» в сезоні 2012/13 намагалися виконати вже інші тренери, Земана ж ще у травні 2012 було представлено новим головним тренером ще однієї його колишньої команди, «Роми». Фахівець уклав з римським клубом дворічний контракт, проте пропрацювати з «вовками» цього разу йому судилося лише близько восьми місяців — 2 лютого 2013 року його було звільнено через незадовільні результати команди, яка після 23 турів займала восьмий рядок турнірної таблиці.
Після чергової більш ніж річної паузи в кар'єрі влітку 2014 року повернувся до роботи в Серії A. Протягом сезону 2014/15 встиг двічі попрацювати з командою «Кальярі». Команда розпочала сезон під його керівництвом, проте не демонструвала результатів, на які розраховувало керівництво клубу, — у 16 стартових турах чемпіонату було здобуто лише дві перемоги і команда перебувала у зоні вильоту. Тож 23 грудня 2014 року Земана було звільнено, а на місце головного тренера було запрошено колишнього зіркового гравця Джанфранко Дзолу, який до того встиг попрацювати тренером у клубному англійському футболі. Надіям на покращення результатів після зміни тренера справдитися не судилося, Дзола попрацював з «Кальярі» трохи більше двох місяців, після чого до клубу був знову запрошений Земан. Досвідчений тренер повернувся 9 березня 2015, проте в наступних п'яти матчах команда здобула лише одне очко, після чого відбулася чергова відставка наставника.
За декілька місяців тренер працевлаштувався у Швейцарії, очоливши команду «Лугано», яка сезоном раніше повернулася до Швейцарської Суперліги. Пропрацював з «Лугано» протягом сезону 2015/16, за результатами якого команда зберегла місце у вищому дивізіоні, посівши дев'яте місце серед десяти учасників турніру. По завершенні сезону тренер і клуб вирішили співпрацю не продовжувати.
17 лютого 2017 року був знову призначений очільником тренерського штабу «Пескари», яка на той час йшла на останньому місці турнірної таблиці Серії A. У першому матчі після повернення Земана «Пескара» здобула свою першу домашню перемогу з червня 2016 року, більш ніж впевнено здолавши «Дженоа» з рахунком 5:0.

## Титули і досягнення

### Командні
- Переможець Серії B (2):

«Фоджа»: 1990–91
«Пескара»: 2011–12

### Особисті
- Срібна лава (найкращий тренер Серії B): 2011-2012